# Крістіан Бассо
Крістіан Бассо (нар. 27 вересня 1966 р., Буенос-Айрес, Аргентина) — аргентинський музикант, композитор та мультиінструменталіст . 

## Життєпис
Бассо народився в Буенос-Айресі. Його батько Гектор Бассо, джазовий басист, був тим, хто прищепив йому любов до музики. Крістіан почав грати на гітарі та банджо, його першим викладачем був колишній басист гурту Sui Generis Рінальдо Рафанеллі.  

## Творче життя
Разом з музикантами Акселем Криґ'є, Алехандро Теран, Мануелем Шаллером та Фернандо Самалеа він створив гурт Sexteto Irreal з яким вони записали альбом Jogging на студії Los Años Luz Discos у 2010 році. Вони провели численні концерти-презентації цього альбому як у Буенос-Айрес, так і в інших частинах Аргентини.

## Дискографія
- Профанія (2000)
- Пентальфа (2003)
- Музика лікує (2011)
- Спіритист (2013)

## Зовнішні посилання
Шаблон:NF